# Aleurocanthus rugosa
Bọ phấn gai vàng (Aleurocanthus rugosa) là một loài côn trùng cánh nửa trong họ Aleyrodidae, phân họ Aleyrodinae.
Aleurocanthus rugosa được Singh miêu tả khoa học đầu tiên năm 1931.